# Вегас Голден Найтс
«Вегас Голден Найтс» (англ. Vegas Golden Knights, «Золоті лицарі Вегаса») — професійний хокейний клуб Тихоокеанського дивізіону Західної конференції Національної хокейної ліги з міста Парадайз, штат Невада, США, який засновано у 2017 році. З сезону 2017—18 виступає в Національній хокейній лізі.

## Історія

### Хокей в Лас-Вегасі
Першим професійним хокейним клубом в Лас-Вегасі був «Лас-Вегас Тандер», який виступав з 1993 по 1999 роки в ІХЛ. Домашні матчі «Тандер» проводили на арені «Thomas & Mack Center». З 2003 по 2014 роки в Лізі Східного узбережжя виступала команда «Лас-Вегас Ренглерс», яка в різні роки була фарм-клубом «Калгарі Флеймс» і «Фінікс Койотс». За 11 сезонів свого існування «Ренглерс» двічі ставали чемпіонами свого дивізіону, один раз переможцями регулярного чемпіонату і двічі виходили у фінал Кубка Келлі, де обидва рази поступалися. Клуб припинив існування у 2014 році.

### Створення і дебют
24 червня 2015 року Національна хокейна ліга оголосила про розширення. В лігу офіційно було подано дві заявки на створення команди, від канадського міста Квебек та американського Лас-Вегаса. У 2015 році «Лас-Вегас» провів пробний продаж сезонних абонементів у рамках дослідження ринку. Всього від вболівальників було подано близько 16 000 заявок. 7 червня 2016 року комітет власників клубів рекомендував раді директорів НХЛ прийняти до ліги клуб з Лас-Вегаса. 22 червня 2016 року, комісар НХЛ Гері Беттмен, оголосив про розширення ліги і включенні до неї команди з Лас-Вегаса. Також було оголошено, що клуб розпочне свої виступи з сезону 2017—18 в Тихоокеанському дивізіоні Західної конференції, а перед цим буде проведена процедура драфту розширення з метою формування складу команди.
13 липня 2016 року власник клубу Білл Фоулі найняв як генерального менеджера Джорджа Макфі, який до цього протягом 17 років обіймав аналогічну посаду в «Вашингтон Кепіталс». Президентом клубу став Керрі Бубольц.
1 березня 2017 року клуб офіційно був прийнятий в Національну хокейну лігу, що дозволило керівництву «Вегаса» почати вести переговори і укладати угоди з клубами і гравцями. Першим хокеїстом в історії «Голден Найтс», що підписав контракт з клубом, став Рід Дюк з клубу ЗХЛ «Брендон Віт Кінгс». 13 квітня 2017 року «Вегас» оголосив про призначення головного тренера. Ним став канадець Жерар Галлан, який з 2003 по 2007 роки очолював «Коламбус Блю Джекетс», а з 2014 по 2017 — «Флориду Пантерс». Другим гравцем, з яким клуб уклав контракт, став російський нападник Вадим Шипачов, який виступав раніше в Континентальній хокейній лізі за «Сєвєрсталь» і СКА.
21 червня 2017 року на церемонії вручення нагород НХЛ за підсумками сезону 2016—17, керівництво «Вегаса» оголосило імена обраних гравців на драфті розширення.
17 вересня 2017 року в рамках підготовки до сезону, «Вегас» провів свій перший передсезонний матч з «Ванкувер Канакс», у якому здобув перемогу з рахунком 9:4.

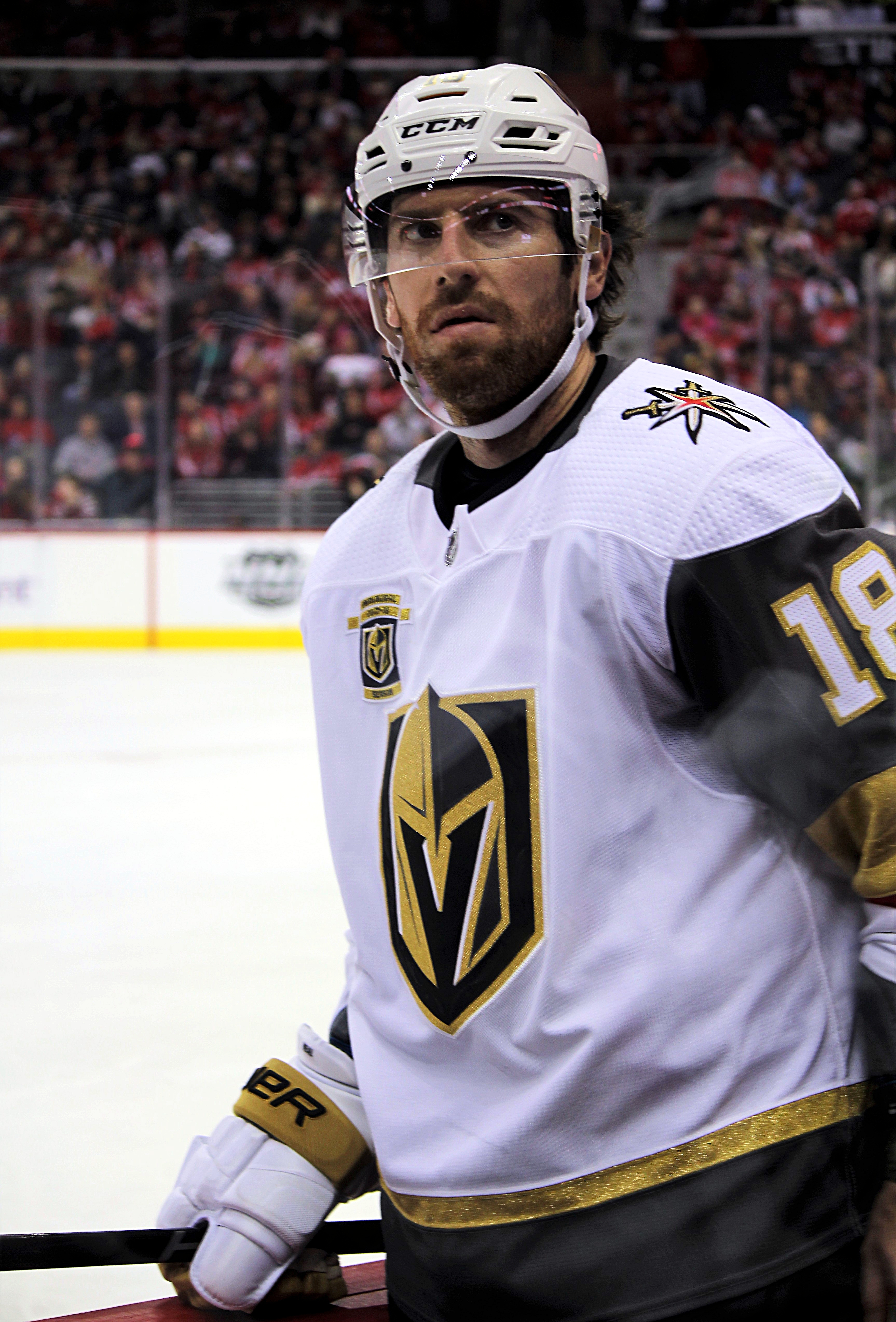
Джеймс Ніл — автор першого гола в історії «Вегас Голден Найтс» в офіційних матчах.

Свій перший офіційний матч «Вегас Голден Найтс» провів 6 жовтня 2017 року на виїзді проти «Даллас Старс». Нападник Джеймс Ніл двічі забив у ворота «Далласа», що дозволило його клубу з рахунком 2:1 здобути першу перемогу. 10 жовтня «Вегас» провів свій перший домашній матч, суперником стала команда «Аризона Койотс». Рахунок на третій хвилині матчу був відкритий нападником «Голден Найтс» Томашем Носеком. Через вісім хвилин господарі вели в рахунку 4:0. У підсумку матч закінчився впевненою перемогою «Вегаса» з рахунком 5:2. Завдяки цій перемозі «Вегас Голден Найтс» став першим в історії клубом, що стартував з трьох перемог поспіль у своєму дебютному сезоні НХЛ. 27 жовтня 2017 року «Вегас» здобув свою першу «суху» перемогу в історії, обігравши «Колорадо Аваланч» з рахунком 7:0.
31 грудня 2017 року нападник «Вегаса» Вільям Карлссон забив три шайби у ворота «Торонто Мейпл Ліфс», ставши першим гравцем в історії клубу, який оформив хет-трик. 26 березня 2018 року «Вегас Голден Найтс», обігравши «Колорадо Аваланч» з рахунком 4:1, гарантував собі участь в плей-оф 2018. 1 квітня 2018 року «Голден Найтс» обіграли вдома «Сан-Хосе Шаркс» 3:2 і забезпечили собі перемогу в Тихоокеанському дивізіоні. Вперше в історії північноамериканських спортивних ліг, клуб-новачок зміг стати чемпіоном свого дивізіону.
По ходу регулярного чемпіонату «Вегас» встановив кілька рекордів для команд-дебютантів. За кількістю набраних очок (109), по тривалості переможної серії (8 матчів), за загальною кількістю перемог (51), а також за кількістю домашніх (29) і виїзних перемог (22).
Дебют в плей-оф відбувся 11 квітня 2018 року проти «Лос-Анджелес Кінгс».

### Фарм-клуби
З сезону 2017—18 фарм-клубом «Вегаса» стала команда Американської хокейної ліги «Чикаго Вулвс». Ще одним фарм-клубом стала команда «Квод Сіті Меллардс», яка виступає в ECHL.

## Домашня арена

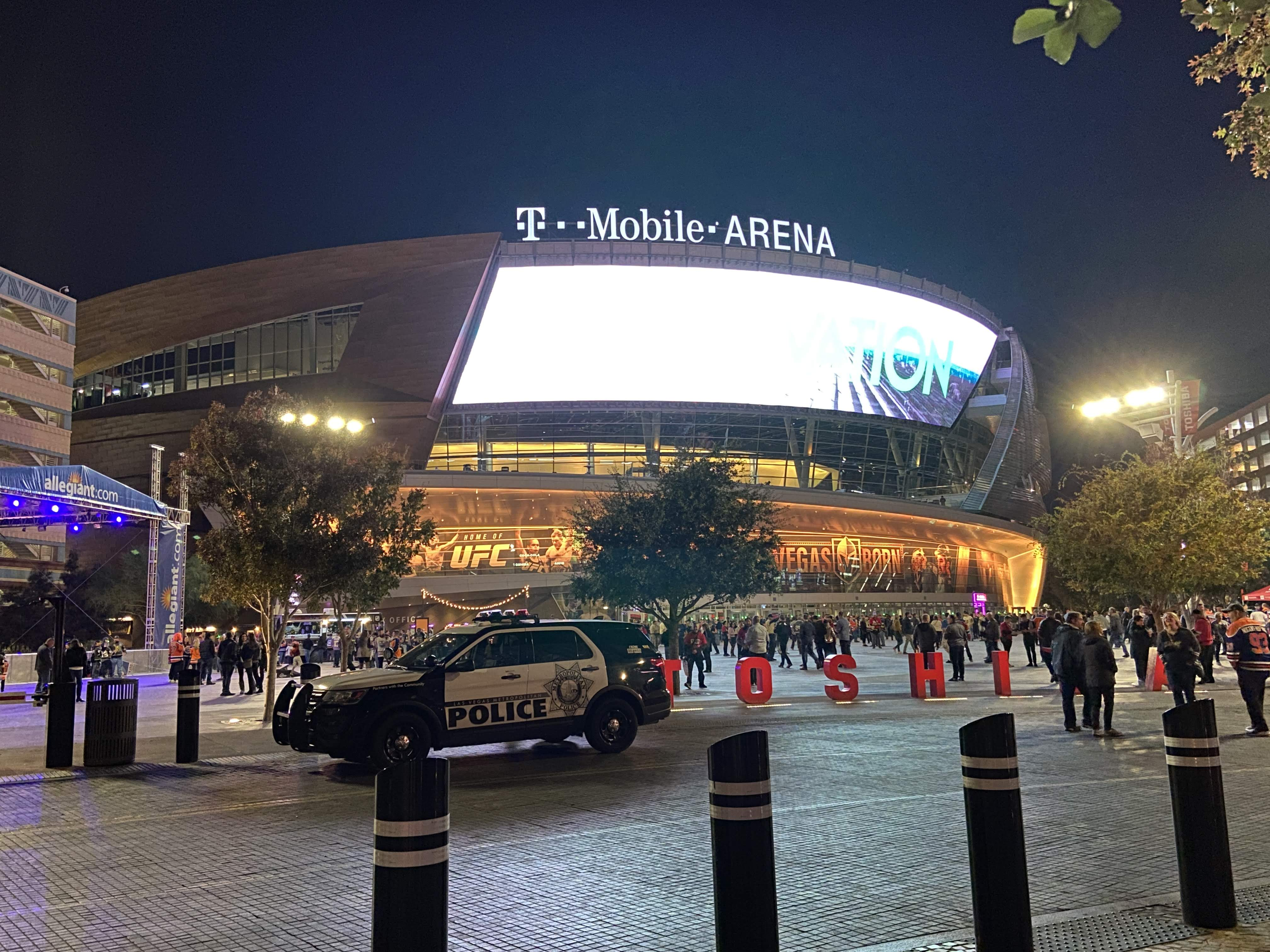

Домашньою ареною клубу є «Т-Мобайл Арена», яка розташована в Парадайзі.

## Атрибутика клубу

### Назва

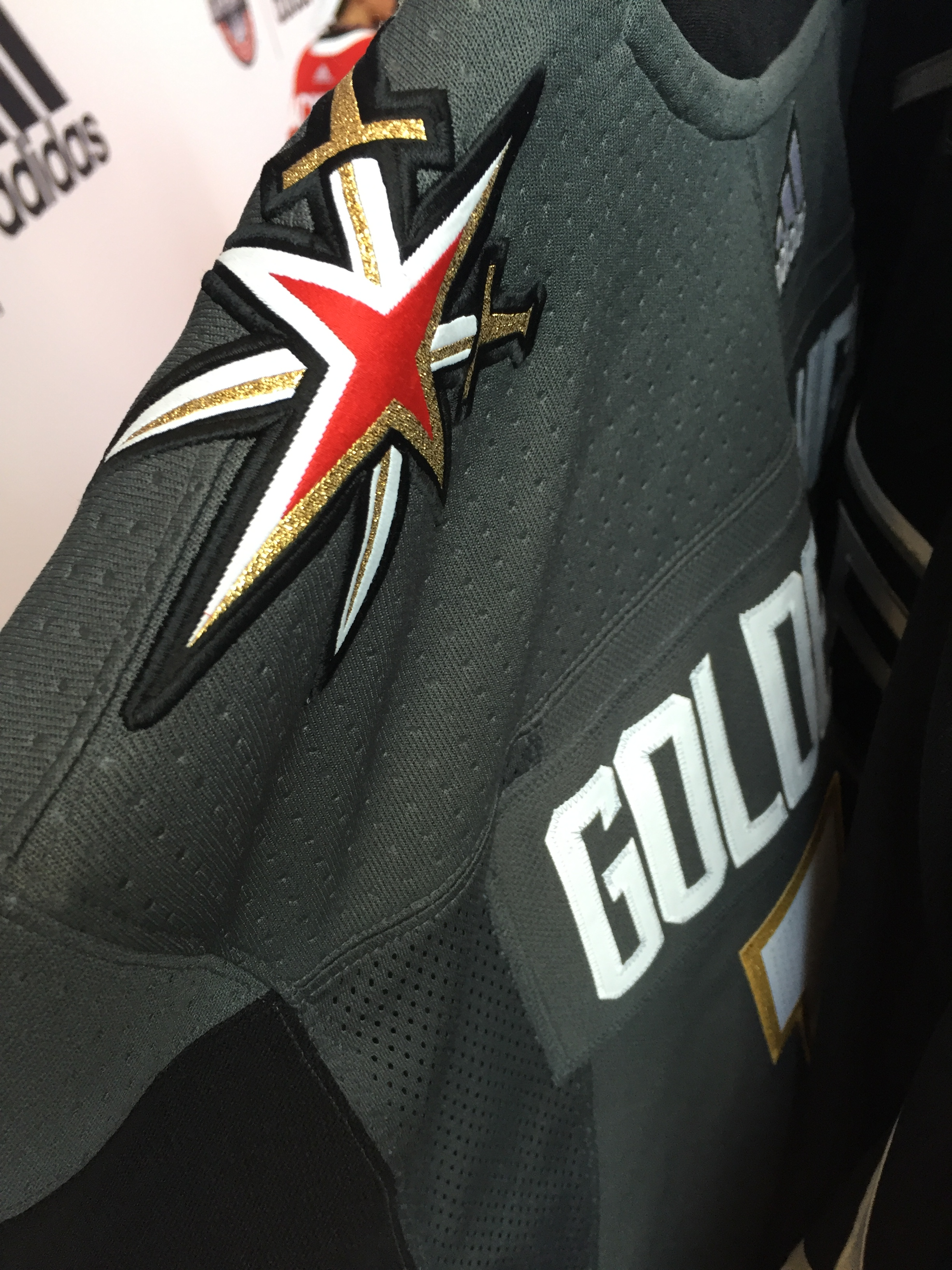
Альтернативна емблема «Вегас Голден Найтс» на формі команди.

Однією з головних проблем при створенні клубу виявився вибір назви. Ліга виступила з рекомендацією, щоб ім'я клубу не асоціювалося з азартними іграми. Спочатку планувалося назвати команду «Чорні лицарі» (англ. Black Knights) або просто «Лицарі», в честь військової академії у Вест-Пойнті, яку закінчив власник клубу Білл Фоулі, однак права на ці назви були вже зареєстровані. Також розглядалися варіанти: «Нічні яструби», «Пустельні яструби» і «Червоні яструби» (Nighthawks, Desert Hawks, Red Hawks). В середині серпня 2016 року команда НХЛ з Лас-Вегаса зареєструвала три варіанти назви — «Десерт Найтс», «Голден Найтс» і «Сільвер Найтс» (Desert Knights, Golden Knights, Silver Knights). 22 листопада 2016 року Білл Фоулі оголосив остаточну назву клубу — «Вегас Голден Найтс» (англ. Vegas Golden Knights). Пізніше відомство з патентів і товарних знаків США відмовило клубу з Лас-Вегаса в реєстрації товарного знака «Голден Найтс», у зв'язку з тим, що команда Коледжу Сент-Роуз використовує таку ж назву. Однак ліга заявила, що клуб не стане змінювати свою назву.

### Логотип і кольори
Основним логотипом команди є зображення барбюта з V-подібним вирізом. На альтернативному логотипі зображені два схрещених мечі позаду червоної зірки. Кольорами команди є: сірий, чорний, золотий і червоний.

## Талісман
Шанс (англ. Chance) — офіційний маскот «Вегас Голден Найтс». Являє собою антропоморфного аризонського ядозуба (англ. Gila monster). Вперше був представлений 13 жовтня 2017 року перед другим домашнім матчем «Вегаса» проти «Детройт Ред Вінгз».

## Виведені з обігу номера
- 58 — номер був виведений з обігу 31 березня 2018 року, на пам'ять про 58 жертв масового вбивства в Лас-Вегасі.[43]